# فواديسواف جودرزيويسكي
فواديسواف جودرزيويسكي (بالبولندية: Władysław Jędrzejewski)‏ (23 أبريل 1935 – 11 نوفمبر 2012) هو ملاكم بولندي راحل، مثّل بلاده في الألعاب الأولمبية الصيفية في دورتي 1960 و1964.

## روابط خارجية
فواديسواف جودرزيويسكي على موقع أوليمبيديا (الإنجليزية)
- فواديسواف جودرزيويسكي على موقع اللجنة الأولمبية البولندية (مؤرشف) (البولندية)